# 帕苏迪托雷斯
帕苏迪托雷斯是巴西圣卡塔琳娜州的一个市镇。总面积95.054平方公里，总人口5313人，人口密度55.9人/平方公里。